# Far from the Madding Crowd (película de 2015)
Far from the Madding Crowd es una adaptación cinematográfica de la novela homónima de Thomas Hardy. Al mismo tiempo que es un remake de la versión de 1967. Fue dirigida por Thomas Vinterberg y está protagonizada por Carey Mulligan, Matthias Schoenaerts, Michael Sheen, Tom Sturridge y Juno Temple. 

## Reparto
- Carey Mulligan como Bathsheba Everdene.
- Matthias Schoenaerts como Gabriel Oak.
- Michael Sheen como William Boldwood.
- Tom Sturridge como el sargento Troy.
- Juno Temple como Fanny Robin.
- Rowan Hedley como Maryann Money.
- Connor Webb como comerciante.
- Penny-Jane Swift como Mrs Coggan.
- Shaun Ward como granjero.
- Roderick Swift como granjero de Everdene.
- Don J Whistance como policía.
- Jamie Lee-Hill como Laban Tall.

## Producción
David Nicholls estuvo vinculado a la película desde 2008. En abril de 2013, se anunció que a Matthias Schoenaerts le había sido ofrecido el papel de Gabriel Oak y a Carey Mulligan el de Betsabé Everdene. Su audición oficial se llevó a cabo en mayo de 2013 con la participación de director Thomas Vinterberg.
El rodaje comenzó el 16 de septiembre de 2013. La película fue rodada en Dorset (Sherborne, Mapperton y Beaminster), Oxfordshire, Buckinghamshire y Londres.

## Estreno
La película tiene previsto su estreno el 1 de mayo de 2015.